# Mediorhynchus empodius
Mediorhynchus empodius är en hakmaskart som först beskrevs av Skrjabin 1913.  Mediorhynchus empodius ingår i släktet Mediorhynchus och familjen Giganthorhynchidae. Inga underarter finns listade i Catalogue of Life.